# 송호대학교 축구부
송호대학교 축구부(영어: Songho University  Football Club)는 대한민국 강원특별자치도 횡성군에 위치한 대학교 축구부이다. 송호대학교에서 운영하는 대학 축구부이며, 2009년에 공식 창단 되었다.

## 역사
송호대학교 축구부는 하성준 감독 시절에 U리그에서 준우승과 추계대회에서 우승, 준우승과 3년 연속으로 대회 결승에 올라 '전문대학교 축구부 최초'라는 타이틀을 여럿 만들었다.

## 참고 문헌
- “KFA 통합경기정보 시스템”. 대한축구협회.
- 약속의 땅 통영 제59회 춘계대학축구연맹전 출전 선수 명단

## 같이 보기
- 송호대학교